# Religion in Chile
Die Religion in Chile ist seit der Mitte des 16. Jahrhunderts von einer dominierenden christlichen Prägung gekennzeichnet, wobei die römisch-katholische Kirche die Mehrheit stellt, ähnlich wie in anderen lateinamerikanischen Ländern. Dennoch ist die protestantische Gemeinschaft in all ihren Konfessionen eine der größten ihrer Art in der Region Hispanoamerika.

## Geschichte

### Präkolumbianische Religionen

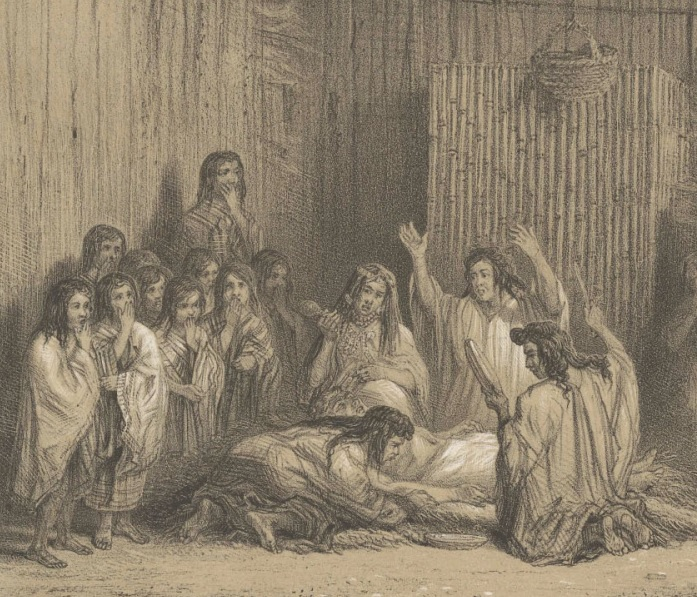
Das Machitún, das Heilungsritual der Mapuche. Gemälde von Claude Gay.

Vor der Ankunft der Spanier im Gebiet des heutigen Chile im Jahr 1545, wo sie einen Teil des spanischen Kolonialreiches etablierten, wiesen die indigenen Völker eine vielfältige Palette eigener Glaubensrichtungen auf, die je nach ethnischer Gruppe variierte. Jedes Volk hatte seine eigene Weltanschauung und Kosmogonie, die mit spirituellen Elementen verbunden war. Für die Mapuche, die größte ethnische Gruppe im südlichen Teil des Landes, wird der religiöse Führer als Machi bezeichnet. Dieser fungiert als Heiler und ist mit besonderen spirituellen Fähigkeiten ausgestattet, zudem praktiziert er unter anderem Kräutermedizin. In einigen Fällen blieb der Machi Single und konnte Sex mit anderen Single-Männern seines Stammes haben, wobei diese Praxis in seiner eigenen Gemeinschaft gesellschaftlich toleriert wurde. Nach der Ankunft der Spanier galten diese Praktiken gemäß der katholischen Sexualmoral als Sünde und Ketzerei, weshalb sie verfolgt und zensiert wurden. Der aus Augsburg stammende Fray Félix José de Augusta war der erste, der eine umfassende Grammatik der Mapuche-Sprache erstellte und diese im Jahr 1903 veröffentlichte. Diese Publikation ermöglichte ein vertieftes Verständnis der Mapuche-Kultur sowie der mit ihrer traditionellen Religion verbundenen Aspekte. Zudem veröffentlichte er im Jahr 1910 ein Werk mit „araukanischen Lesungen“.
Die Aymara, eines der am weitesten verbreiteten und zahlreichsten indigenen Völker im Norden des Landes, praktizieren eine polytheistische Religion, die eng mit den Elementen der Natur verknüpft ist. Sie verehren Geister und Götter, die repräsentativ für natürliche Elemente wie Berge (Achachila), Gewässer (Amaru) und die Mutter Erde (Pachamama) stehen.
Die traditionelle Religion des Rapanui-Volkes auf der Osterinsel beruht auf einem polytheistischen Glaubenssystem, in dessen Mittelpunkt Makemake als Schöpfergott steht. Zusätzlich verehrten sie die Aku-Aku, die als Schutzgeister der Insel angesehen wurden.

### Spanische Kolonialzeit

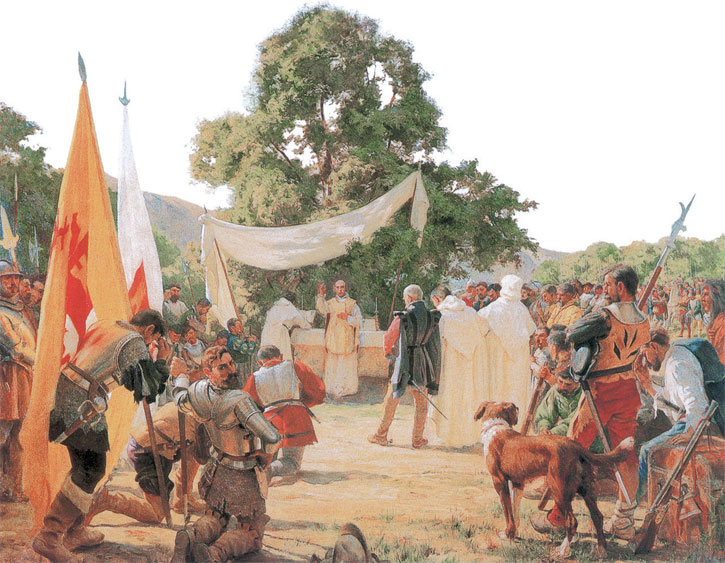
Erste Heilige Messe während der Expedition von Pedro de Valdivia gefeiert. Gemälde von Pedro Subercaseaux (1903)

Die erste Heilige Messe auf chilenischem Territorium wurde am 11. November 1520 von Priester Pedro de Valderrama in der Magellanstraße gefeiert, der Teil der Expedition von Ferninand Magellan und Juan Sebastián Elcano war. In der Folge, im Zuge von Pedro de Valdivia angeführten Landexpeditionen in Nordchile, wurde in den 1540er Jahren das erste christliche Gotteshaus in Chile erbaut. Die römisch-katholische Kirche, die den Namen San Francisco de Chiu Chiu trägt, befindet sich in der Kommune Calama und ist bis heute erhalten. Diese bedeutenden Ereignisse fanden in der historiografischen Periode statt, die als „Entdeckung Chiles“ bezeichnet wird und den Beginn der Evangelisierung Chiles durch die römisch-katholische Kirche einleitet. Während dieses gesamten Zeitraums, der von der Mitte des 16. Jahrhunderts bis zum Beginn des 19. Jahrhunderts reicht, war die römisch-katholische Kirche in Chile die offizielle Religion des Königreichs Chile und behielt diesen Status auch nach der Unabhängigkeit bis 1925.

### Nach der Unabhängigkeit

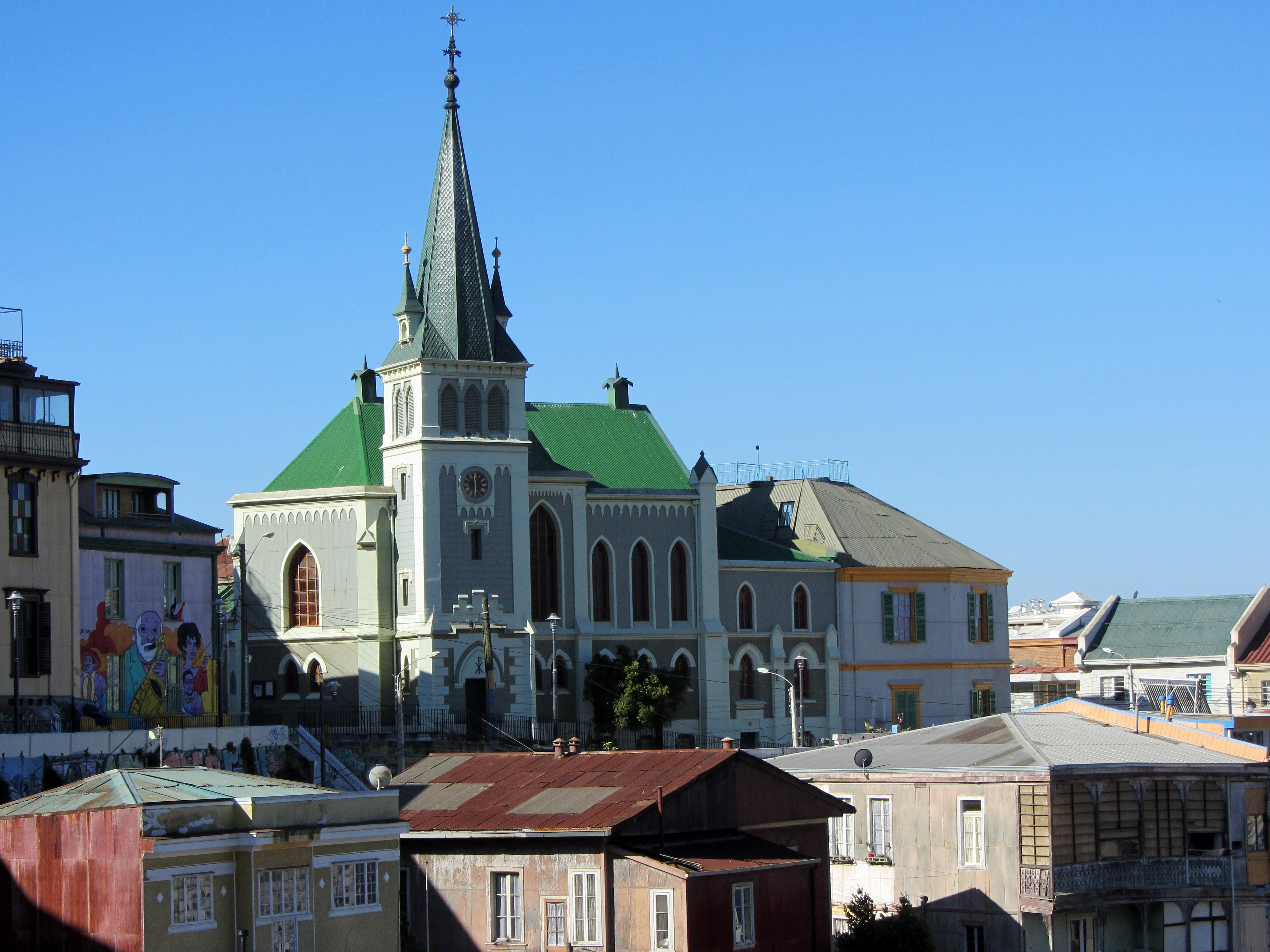
Die Evangelisch-Lutherische Kirche in Valparaíso, das erste nicht-katholische Gotteshaus mit Kirchturm in Südamerika.

Die Verfassung von 1925 stellte erstmals in der chilenischen Geschichte eine klare Trennung zwischen dem Staat und der römisch-katholischen Kirche her. Infolgedessen wurde die Republik Chile als säkularer Staat konstituiert, in dem die Religionsfreiheit gewährleistet wurde. Im Laufe des ersten Jahrhunderts der Unabhängigkeit Chiles, von 1810 bis 1925, sahen sich Religionen außerhalb des römischen Katholizismus erheblichen Einschränkungen und Zensur ausgesetzt. Die katholische Kirche genoss zahlreiche Privilegien und übte einen starken Einfluss auf das politische, soziale und moralische Leben der chilenischen Gesellschaft aus. Der Protestantismus, der durch europäische Einwanderer und vorbeireisende Seeleute in Chile entstand, war mit verschiedenen Einschränkungen konfrontiert. Trotz ihrer christlichen Herkunft wurden diesen Kirchen beispielsweise der Bau von Kirchtürmen, öffentliche Predigten sowie die Bestattung auf Friedhöfen verwehrt, und sie unterlagen darüber hinaus weiteren Restriktionen.
Im Jahr 1965 stellten die Protestanten in Chile 11 % der Gesamtbevölkerung dar und waren in der Kirche aktiver als die Katholiken.

## Andere Religionen

### Judentum
In Chile lassen sich zwei bedeutende Gruppen von Juden identifizieren: Die erste Gruppe bestand während der Kolonialzeit, als einige Kryptojuden und konvertierte Juden aus verschiedenen Beweggründen nach Amerika emigrierten. Ein Teil dieser Migranten floh vor Verfolgung aufgrund ihrer jüdischen Identität. Die zweite Gruppe besteht aus praktizierenden Juden, die vor allem zwischen dem Ende des 19. und der Mitte des 20. Jahrhunderts in das unabhängige Chile kamen.

### Orthodoxes Christentum
Das orthodoxe Christentum etablierte sich in Chile durch die Ankunft griechischer, arabischer und russischer Einwanderergemeinschaften, die ihre Kirchen auf den Grundlagen des östlichen Christentums gründeten. 1955 wurde in Puente Alto der erste orthodoxe Friedhof Südamerikas von der Russisch-Orthodoxen Kirche eingeweiht.